# متحف الدمام الإقليمي
متحف الدمام الإقليمي، وهو متحف في مدينة الدمام المنطقة الشرقية في السعودية مملوك لهيئة المتاحف السعودية.

## مكونات المتحف
يتكون عناصر مبنى المتحف من 7 قاعات، قاعة العروض الزائرة وقاعات الفصول الدراسية، وقسم الترميم للقطع الأثرية، والمكتبة ومكاتب الباحثين، ومنطقة الخدمات كما أن المتحف يحتوي على قاعة المعروضات الخارجية المسقوفة بمسطح 2700 م2 وتتكون من صالات العرض الخارجي، وقاعات العرض (شكل حلزوني) بمسطح 3900م2 وتتكون من قاعة بيئة المنطقة ما قبل التاريخ وفترة ما قبل الإسلام والفترة الإسلامية، وقاعة التراث، وقاعة التاريخ الحديث، وقاعة عرض توحيد المملكة.
ويحتوي المتحف أيضا على قاعة في الدور الأرضي بمسطح 3450 م2 وتتكون من القبة الزجاجية وتضم صالة المدخل الرئيسي، وركن استقبال كبار الزوار والاستعلامات وركن الهدايا التذكارية وقاعة العروض الزائرة وقاعات الفصول الدراسية وتثقيف الطفل والمستودع الرئيسي للقطع الأثرية. والدور الأول بمسطح 1265م2 ويتكون من قسم الترميم، ومستودع ثانوي للقطع الأثرية، والمكتبة، ومكاتب الباحثين، كما يحتوي الدور الثاني بمسطح 1265م2 على مكاتب الإدارة، والخدمات التابعة لها، ويحتوي الدور الثالث بمسطح 1160م2 على مكاتب الإدارة النسائية والخدمات التابعة لها.